# Alessandra Mussolini
Alessandra Mussolini (Rim, 30. prosinca 1962.) je talijanska političarka, nekadašnja glumica, model i pjevačica. Između 2003. i 2006. bila je predsjednica stranke saveza Alternativa Sociale za koju je 2004. bila zastupnica u Europskom parlamentu.

## Životopis
Alessandra Mussolini je unuka bivšeg fašističkog diktatora Benita Mussolinija, kći jazz glazbenika Romana Mussolinija i nećakinja glumice Sophije Loren. Sophia Loren joj je pokušavala pomoći u karijeri glumeći s njom u filmovima  Grijeh (Bianco, Rosso e...) (1972.), Poseban dan (Una giornata particolare) (1977.), Mala plavuša (Qualcosa di Biondo) (1984.) i Sabato, domenica e lunedì (1990.). Glumačka se karijera Alessandre Mussolini nije pokazala pretjerano uspješnom.
Fotografirala se u kolovozu 1983. za talijanski Playboy. Snimila je i jedan album pop glazbe, Amore (1982.). Udala se 28. listopada 1989. za policajca Maura Florianija, s kojim ima troje djece.
S nekoliko istomišljenika osnovala je fašističku stranku Libertà d'Azione (danas Azione Sociale). Pri izborima zbora za Europski parlament u koaliciji pod nazivom "Alternativa sociale: Lista Mussolini". U toj su koaliciji pored Azione Sociale još i stranke Fronte Sociale Nazionale, Fiamma Tricolore i Forza Nuova.

## Vanjske poveznice
- Životopis na stranici Europskog paramenta  Arhivirana inačica izvorne stranice od 20. svibnja 2011. (Wayback Machine) (engl.)
- Stranka Alternativa Sociale (tal.)
- Alessandra Mussolini u internetskoj bazi filmova IMDb-u (engl.)